# Franz Weber (Politiker, 1850)
Franz Weber (* 27. September 1850 in Freiburg; † 13. Juli 1916 in Achern) war von 1888 bis 1914 Oberbürgermeister von Konstanz.

## Leben
Der Sohn eines Hofgerichtsrats besuchte das Gymnasium in Freiburg. 1873 wurde er Rechtspraktikant, 1876 Referendär. von 1879 bis 1883 war Franz Weber Amtmann beim Bezirksamt Mannheim und von 1883 bis 1884 beim Bezirksamt Heidelberg. 1884 wurde er Oberamtmann und Amtsvorstand bei Bezirksamt Schönau und 1887 beim Bezirksamt Donaueschingen. Als der Konstanzer Oberbürgermeister Otto Winterer 1888 Oberbürgermeister von Freiburg im Breisgau wurde, wählte der Bürgerausschuss Konstanz ihn am 7. August 1888 zu dessen Nachfolger. 1897 und 1906 wurde Franz Weber jeweils wiedergewählt. Von 1889 bis 1890 war Weber auch Abgeordneter in der Zweiten Kammer des Badischen Landtags. 
In der großherzoglichen Zeit des Kaiserreichs entsteht in Konstanz »Groß-Konstanz« als Residenzstadt.

## Ehrungen
- 1888 Preußischer Kronorden 3. Klasse
- 1906 Ehrendoktor der Universität Göttingen

## Schriften
- zusammen mit Oskar Vischer, Paul Meisel: Zur Erinnerung an Otto Kappeler, geb. am 19. März 1841, gest. am 11. Mai 1909. (3 Reden). Stadler, Konstanz 1911.